# Cheiramiona paradisus
Cheiramiona paradisus är en spindelart som beskrevs av Leon N. Lotz 2003. Cheiramiona paradisus ingår i släktet Cheiramiona och familjen sporrspindlar. Inga underarter finns listade i Catalogue of Life.